# Nhà thờ chính tòa Thánh Jacob ở Šibenik
Nhà thờ chính tòa Thánh Jacob (tiếng Croatia: Katedrala sv. Jakova) ở Šibenik, Croatia là một nhà thờ Công giáo Rôma ba gian giữa, ba hậu cung và một vòm trong vao 32 mét. Đây là nhà thờ chính tòa của giáo phận Šibenik đồng thời cũng là di tích kiến trúc quan trọng nhất của thời kỳ Phục hưng tại Croatia. Nhà thờ chính tòa này đã được UNESCO công nhận là danh sách Di sản thế giới từ năm 2000.
Nó thường được gọi là nhà thờ chính tòa "Thánh Jacob" bởi vì cái tên này trong tiếng Croatia giống như nhiều ngôn ngữ khác sử dụng được cho cả tên "Jacob" và "James". Nhà thờ này được dành riêng cho thánh James, con của Zebedee.

## Lịch sử
Nhà thờ chính tòa Thánh Jacob được khởi công xây dựng từ năm 1402, mặc dù kế hoạch xây dựng đã được khởi thảo từ năm 1298, khi Šibenik trở thành một đô thị. Công trình biến đổi nhà thờ cũ theo dạng hiện nay bắt đầu từ năm 1431. Được xây dựng hoàn toàn bằng đá (đá vôi được khai thác từ một mỏ gần đó và đá cẩm thạch từ đảo Brač), nó được hoàn thành trong ba giai đoạn từ năm 1433 đến năm 1441 khi Hội đồng thành phố giao công việc cho các bậc thầy kiến trúc ở địa phương Andrija Budčić, Grubiš Šlafčić và Ý gồm Francesco di Giacomo, Lorenzo Pincino, Pier Paolo Bussato, Bonino da Milano, và Giorgio da Sebenico (Juraj Dalmatinac)
Ban đầu, nó được hình thành như một nhà thờ đơn giản. Trong khoảng thời gian từ năm 1441 đến năm 1473, việc xây dựng được chỉ đạo bởi Giorgio, một kiến trúc sư đến từ Venezia. Hợp đồng đầu tiên của ông vào năm 1441 được ký kết trong thời hạn 6 năm chỉ để xây dựng một nhà thờ đơn giản, nhưng một hợp đồng khác kéo dài 10 năm tiếp từ năm 1446. Các nhà đầu tư cho rằng công trình quá bé nhỏ so với số tiền đã bỏ ra, vì vậy Giorgio đã thay đổi thiết kế, ông cho mở rộng nhà thờ với một gian giữa và hậu cung để mặt bằng nhà thờ có hình dạng một cây thánh giá, cùng với đó để chuẩn bị cho nhà thờ một mái vòm, ông cho xây dựng chính điện, nơi tôn nghiêm và đặc biệt là kiệt tác của ông, nhà rửa tội. Với tài năng tuyệt vời, Giorgio da Sebenico đã kết hợp các yếu tố kiến trúc và trang trí để tạo ra một thực thể thống nhất. Ông kết hợp một số yếu tố nghệ thuật trong sơ đồ mặt bằng như Cổng Sư tử (cổng Bắc) được lấy cảm hứng từ Tu viện San Leonardo ở Siponto, gian giữa trung tâm của nhà thờ chính tòa Trogir, một con đại bàng trên lối vào chính là biểu tượng của Thánh sử Gioan, hai gian giữa còn lại lấy ý tưởng từ Vương cung thánh đường Thánh Máccô ở Venezia và Hagia Sophia ở Constantinople. Cổng phía tây được trang trí với các bức tượng của Chúa Kitô và mười hai tông đồ là tác phẩm của Bonino da Milano trong khi cánh cửa bằng đồng hiện tại được thêm vào năm 1967 bởi nhà điêu khắc Šibenik Grga Antunac.
Năm 1441, Hội đồng thành phố giao phó việc xây dựng mở rộng cho kiến trúc sư Giorgio Orsini. Ông ta nới rộng gian giữa và hậu cung nhà thờ, thêm 1 vòm nóc, trang trí thêm nhiều tượng - kể cả 71 tượng đầu người nhỏ ở các mặt ngoài - và xây thêm 1 nhà rửa tội giáp bên nhà thờ, tất cả đều bằng đá. Giorgio Orsini đã làm công trình này cho tới khi qua đời năm 1475.
Hình mẫu cổng Sư tử với hình ảnh Adam và Eva đứng trên hai con sư tử cũng được thấy ở nhà thờ chính tòa Trogir nhưng Adam và Eva ở đây đứng trên đỉnh cột. Bức tượng của Eva thu hút sự chú ý của người xem khi có một cái rốn, trong khi theo Kinh thánh thì Eva thụ thai từ một xương sườn của Adam. Cánh cửa bằng đồng được làm vào năm 1967 bởi nhà điêu khắc Šibenik Grga Antunac. Phía trên của Adam và Eva là hình ảnh của giám mục và người đại diện của nhà thờ khi đó.
Hai bức tượng thời Phục hưng ở phía bắc của nhà thờ có khắc dòng chữ việc nhà thờ được thánh hiến vào năm 1443. Dưới chân họ là dòng ký duy nhất còn lại của kiến trúc sư "Hoc opus cuvarum fecit magister Georgius Matthei Dalmaticus". Ông cũng thiết kế nhà rửa tội vào những năm 1440. Ông đã xây dựng nó bên cạnh hậu cung phía nam dưới dạng một kiểu trang trí hình bốn thuỳ. Phần trên được bao phủ bởi các tác phẩm điêu khắc giống sợi dây, là tác phẩm điêu khắc thời Phục hưng đầu tiên ở Croatia. Hốc tường uốn vòm lượn sóng hình vỏ sò với hình ảnh Thánh James, trên các mái hiên trang trí giữa chúng là hai bức tượng vua David và giáo đồ Simon. Dầm dọc vòm kết thúc bằng đá đỉnh vòm đại diện cho Chúa Cha được bao quanh bởi các thiên thần và chim bồ câu đại diện cho Chúa Thánh Linh. Bình đựng nước thánh được làm từ dăm kết, được nâng đỡ bởi ba thiên sứ.
Hậu cung được trang trí bên ngoài với nhiều kiểu trang trí điêu khắc khác nhau bao gồm 74 bức chân dung nhỏ thời Phục hưng là những nhân vật quan trọng cùng thời, những người đã gây ấn tượng đặc biệt với kiến trúc sư hoặc ông cho là có công giúp xây dựng nhà thờ. Một trong số những hình đầu có mũi bị hỏng, có thể là do đã bị phá hoại. Đến thời Justinianos II, đây là biểu hiện để làm mất uy tín của một người nào đó nên người này cần phải được ẩn danh. Giorgio có lẽ đã làm việc tại nhà thờ cho đến khi ông qua đời vào năm 1475 nhưng chắc chắn là ít nhất đến năm 1473.
Từ năm 1475 đến 1505, công trình được giám sát bởi kiến trúc sư người Toscana Niccolò di Giovanni Fiorentino (Nicola Firentinac) tới từ trường điêu khắc Donatello, người đã phát triển như một nhà điêu khắc và xây dựng ở Dalmatia. Ông tiếp tục xây dựng nhà thờ theo phong cách Phục hưng Toscana hoàn thành các phòng trưng bày rộng lớn, xây dựng mái vòm ở gian giữa trung tâm, các tác phẩm điêu khắc bên ngoài của Thánh Micae, Gioan, Máccô. Mái thùng tròn được làm từ một dải đá khổng lồ và đã được xem là một kỳ công xây dựng thời bấy giờ, cùng với phía trên mặt tiền. Ông cũng đã xây dựng nơi dành cho ban hát của nhà thờ, làm việc tại chính điện và điện thờ.
Mặc dù mái vòm của nhà thờ chính tòa Šibenik được xây dựng sau mái vòm ở Firenze, Niccolò di Giovanni Fiorentino đã sử dụng tường tròn bát giác trong quá trình xây dựng trước cả Donato Bramante và Michelangelo, trong dự định ban đầu của nó là chuyển từ khối vuông sang mái vòm tròn. Việc thực hiện mái vòm được coi là một trong những thành tựu xuất sắc nhất của kiến trúc thời Phục hưng.

## Hình ảnh

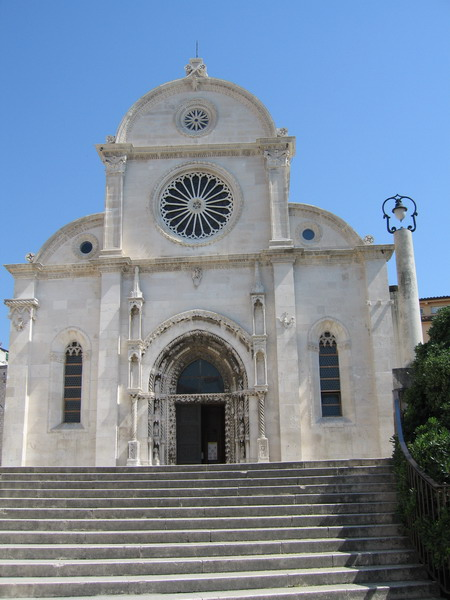
Mặt trước của nhà thờ
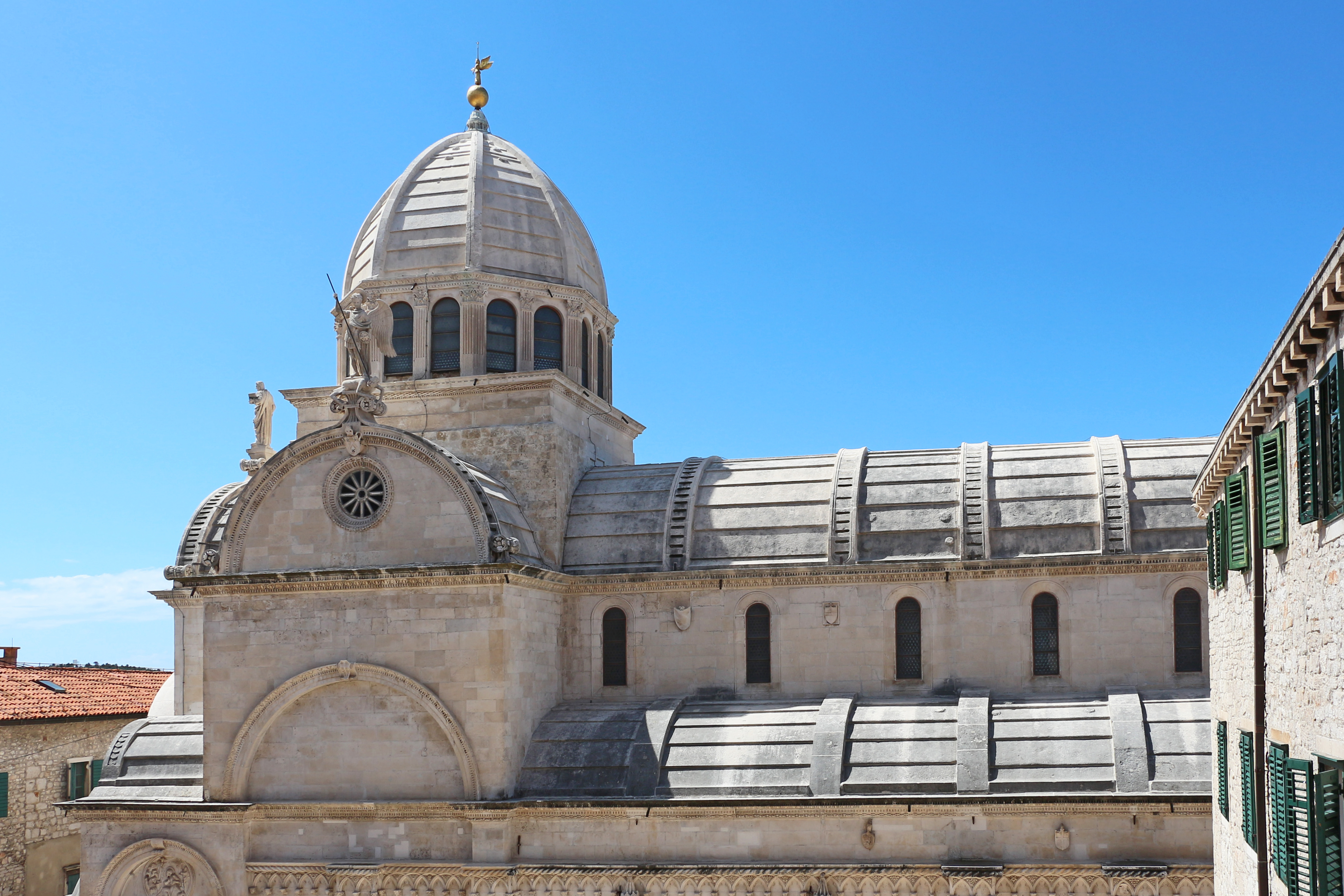
Mái vòm nhà thờ và các tác phẩm điêu khắc
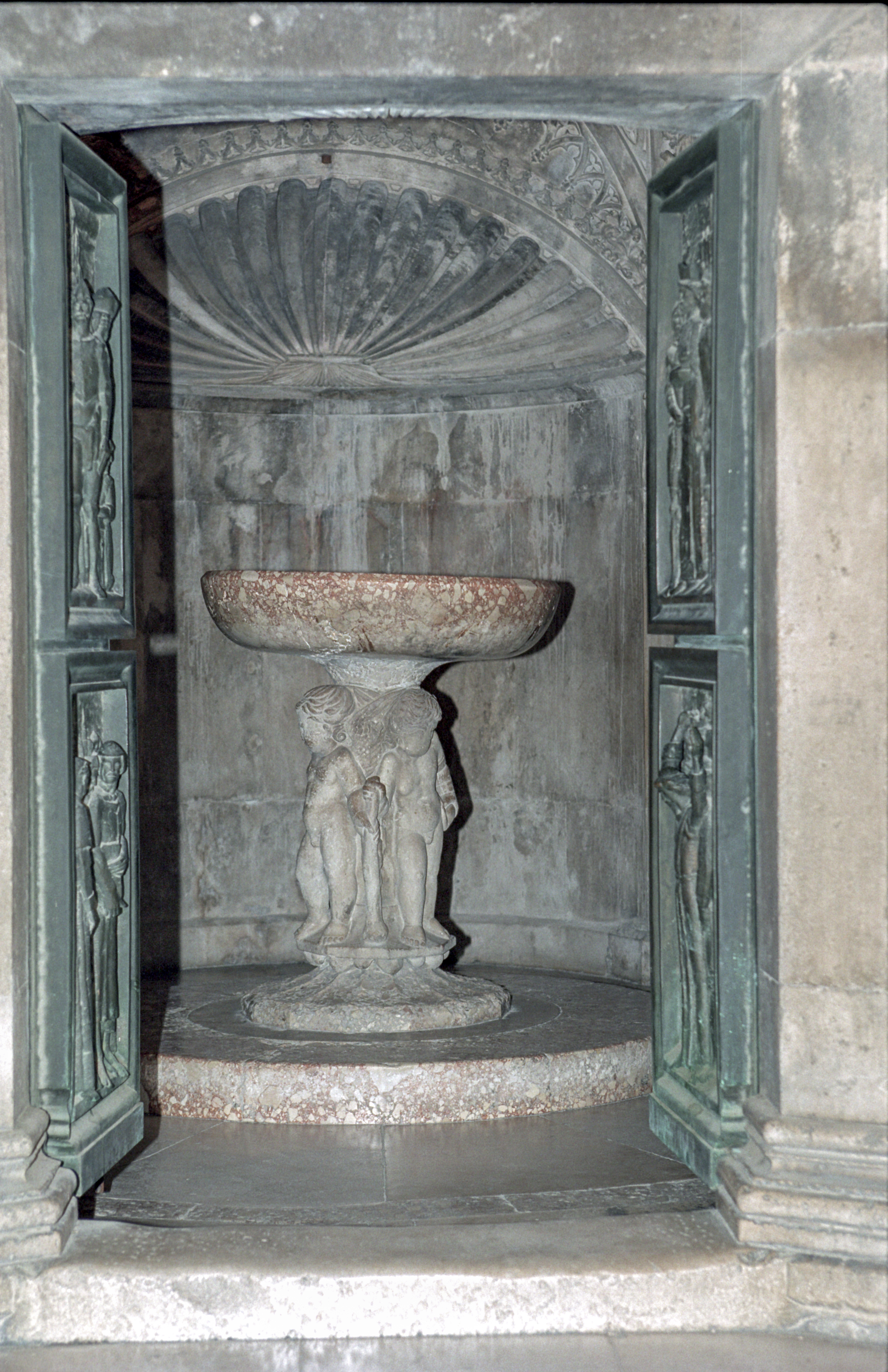
Nơi rửa tội
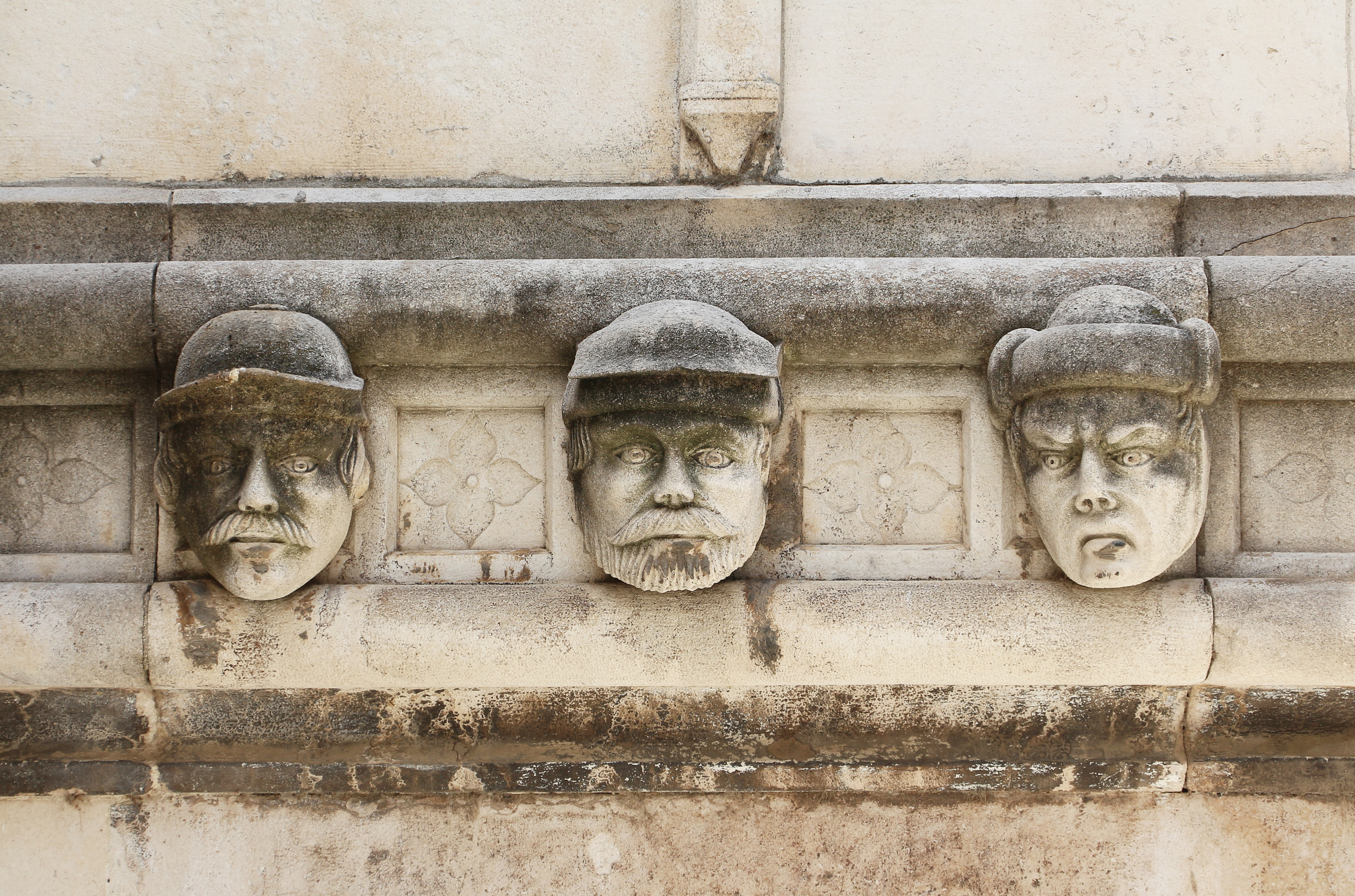
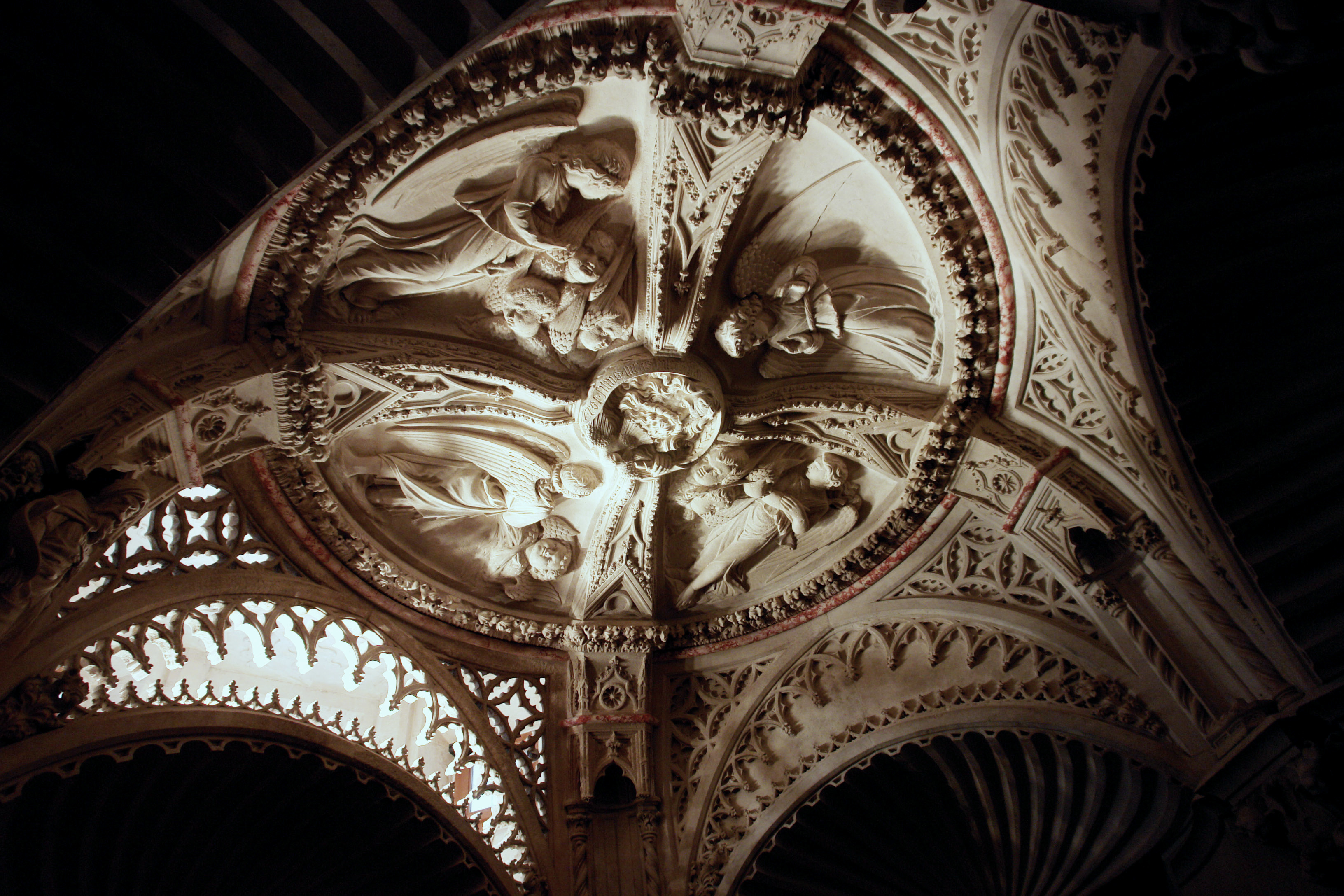
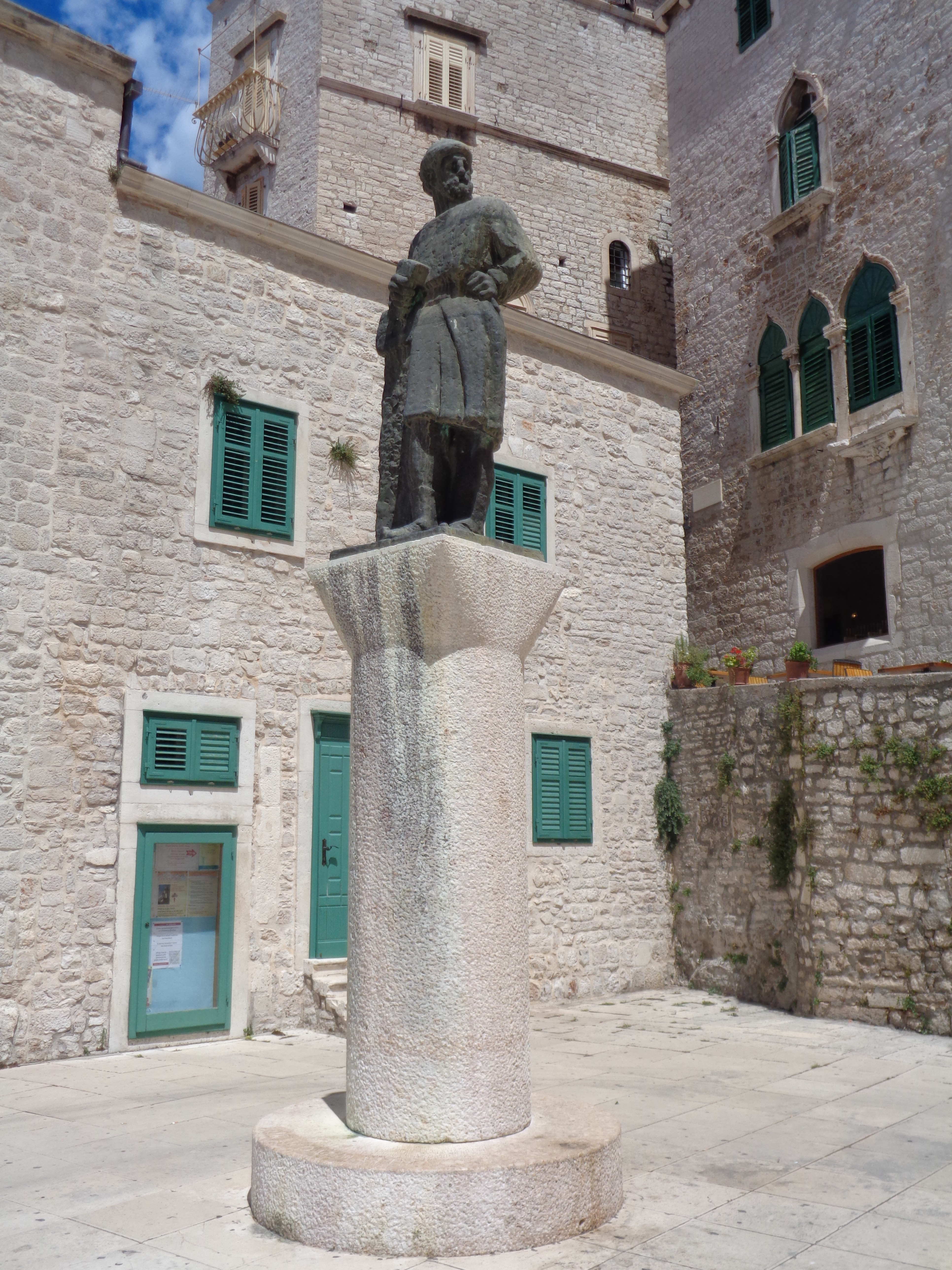
Tác phẩm điêu khắc của Juraj Dalmatinac, the constructor of the cathedral, in front of the main entrance
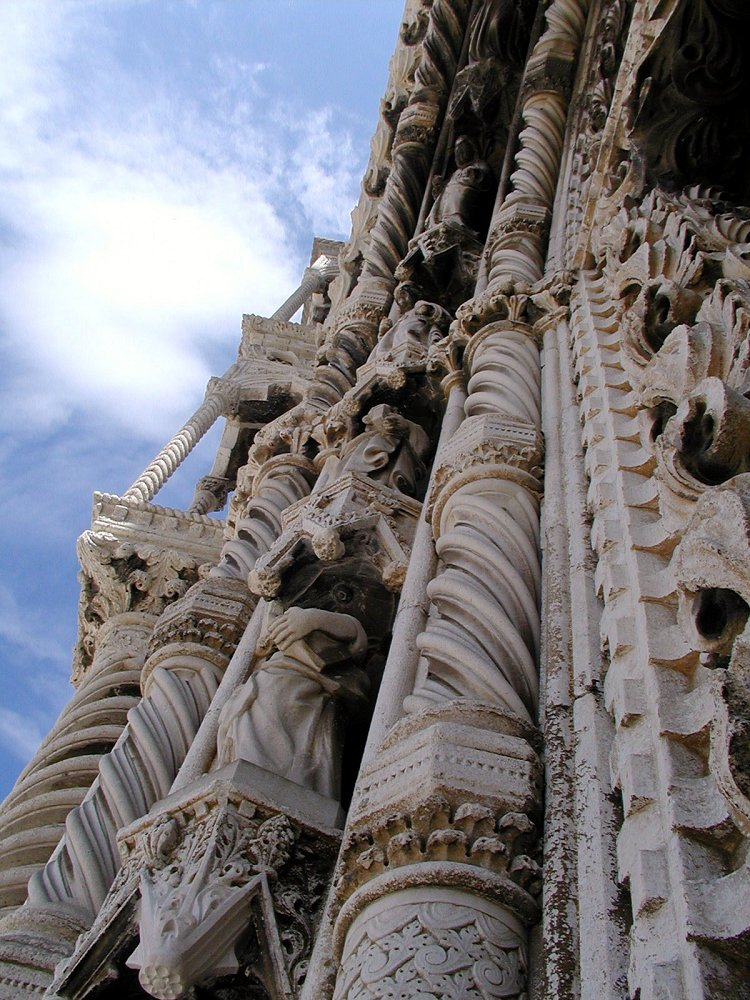
Chi tiết cổng chính